# NGC 28
NGC 28 är en ganska ljussvag elliptisk galax i stjärnbilden Fenix: NGC 28 ligger strax öster om NGC 31, avståndet mellan dessa galaxer är ungefär 108.1".